# Kleinberghofen (Erdweg)
Kleinberghofen ist ein Gemeindeteil der Gemeinde Erdweg und eine Gemarkung im oberbayerischen Landkreis Dachau.

## Geographie
Das  Pfarrdorf Kleinberghofen liegt etwa 17 Kilometer nordwestlich der Kreisstadt Dachau. Der Ort besitzt eine Haltestelle an der Bahnstrecke Dachau–Altomünster (S-Bahn München).
Die Gemarkung Kleinberghofen liegt vollständig auf dem Gebiet der Gemeinde Erdweg und hat eine Fläche von etwa 556,8 Hektar. Auf ihr liegen die Erdweger Gemeindeteile Brand, Happach, Kleinberghofen und Schluttenberg.

## Geschichte
Der Freisinger Fürstbischof Veit Adam von Gepeckh kaufte 1622 die Hofmark Kleinberghofen für das Hochstift Freising, zu dem es bis zur Säkularisation 1802 gehörte.
Bis zum 30. Juni 1972 bestand die Gemeinde Kleinberghofen im Landkreis Aichach. Sie hatte im Jahr 1961 die Gemeindeteile Brand, Eckhofen, Happach, Kleinberghofen und Schluttenberg mit insgesamt 335 Einwohnern auf 553,60 Hektar Gemeindefläche. Im Zuge der Gemeindegebietsreform wurde am 1. Juli 1972 durch den Zusammenschluss der Gemeinden Eisenhofen, Großberghofen, Kleinberghofen, Unterweikertshofen und Welshofen die Gemeinde Erdweg im Landkreises Dachau neu gebildet.
Ausgebaut wurde Kleinberghofen mit dem für den Ortsteil großen und bedeutenden Bauprojekt Am Pirschgang, welches 2018/19 fertiggestellt wurde und aus vier Mehrfamilienhäusern, sechs Doppelhäusern und fünf Einfamilienhäusern besteht und somit insgesamt 41 neue Wohneinheiten bildete.
Der Ort Kleinberghofen hat eine Freiwillige Feuerwehr, diese wurde 1898 gegründet. Das Feuerwehrhaus wurde in den 1960er Jahren gebaut und befindet sich in der Buchenstraße Hausnummer 1. Die Freiwillige Feuerwehr Kleinberghofen besteht aus ca. 36 aktiven Mitgliedern. Für die Brandbekämpfung und der kleinen technischen Hilfeleistung steht ihnen ein TSF-W zur Verfügung, dass 2019 beschafft wurde. Davor diente ihnen ein TSF das 1996 beschafft wurde. Die aktuelle Kommandantschaft besteht aus Stefan Zielbauer und seinem Stellvertreter Marcus Niemtschke-Zielbauer. Auch eine Jugendfeuerwehr gibt es; hier sind die Feuerwehranwärtern zwischen 14 und 18 Jahre alt. Dabei durchlaufen die Jugendlichen eine umfangreiche Grundausbildung.
Neben der aktiven Feuerwehr, gibt es auch einen Feuerwehrverein (e. V.), der von Florian Bensch als erster Vorstand geführt wird. Der Verein wurde 1998 gegründet und unterstützt die Feuerwehr Kleinberghofen bei finanziellen und organisatorischen Angelegenheiten.

## Politik
Nach dem Zweiten Weltkrieg bekleideten folgende Personen das Amt des Bürgermeisters:
- Andreas Mall (1946–1948)
- Josef Rothenfußer jun. (1948–1957)
- Martin Lochner (1957–1966)
- Ludwig Ostermair sen. (1966–1972)

## Bauwerke
- Die Pfarrkirche St. Martin wurde Ende des 12. Jahrhunderts errichtet, der Turm wurde im 15. Jahrhundert gebaut. Im Inneren befinden sich barocke Fresken des in der Region um Dachau berühmten Johann Georg Dieffenbrunner (1718–1765). Die Kirche wurde im Jahr 1933 erweitert und in den Jahren 1968 bis 1984 renoviert.
- Altes Schulhaus, heute Kindergarten
- Gasthaus Rothenfußer

## Wirtschaft
Es gibt in Kleinberghofen zwei Gaststätten, eine Metzgerei, eine  Pizzeria,   Motorgerätewerkstatt, ein Küchenstudio, einen Schlosser, einen Friseur usw.

## Persönlichkeiten
- Anton Kreitmair (1963–2020), Politiker (CSU) und Abgeordneter des Bayerischen Landtags[7]